# 7967 Beny
7967 Beny eller 1996 DV2 är en asteroid i huvudbältet som upptäcktes den 28 februari 1996 av den tjeckiska astronomen Zdeněk Moravec vid Kleť-observatoriet. Den är uppkallad efter Michal "Beny" Böhm, vän till upptäckaren.
Asteroiden har en diameter på ungefär 3 kilometer.